# Arte dei Medici e Speziali (Firenze)
L'Arte dei Medici e Speziali è stata una delle sette Arti Maggiori delle corporazioni di arti e mestieri di Firenze.

## Storia

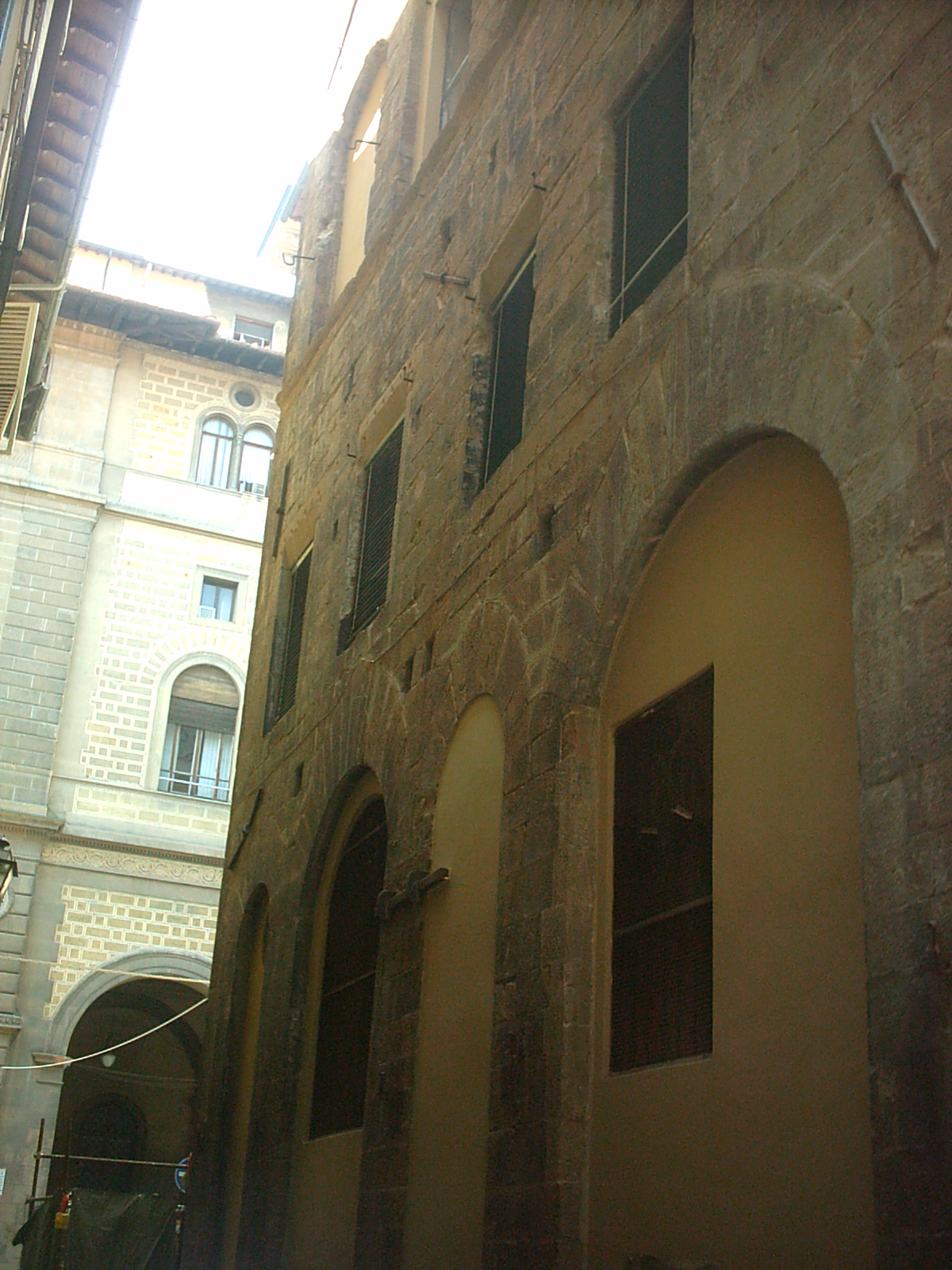
Oltre la via San Miniato tra le Torri, in via Pellicceria, si trovava la sede dell'arte

Il primo statuto della corporazione giunto fino a noi risale al 1313 in cui sono elencate una serie di disposizioni a cui tutti gli iscritti dovevano attenersi e l'ordinamento interno dell'Arte. I maestri iscrittisi già dalla fine del Duecento erano oltre 500.
Nel 1314 l'Arte acquistò una delle case della famiglia Lamberti per stabilirvi la propria sede, posta nel tratto di via dei Cavalieri demolito durante i lavori di Risanamento del Mercato Vecchio. Dalla distrutta Residenza dell'Arte dei Medici e Speziali proviene ad esempio il soffitto araldico trasportato nell'Ottocento nella ex-sala dell'Udienza del palazzo dell'Arte della Seta, oggi sala di lettura della biblioteca di Palagio di Parte Guelfa.
Nel 1770 la corporazione venne soppressa dal granduca Pietro Leopoldo di Lorena.

## Organizzazione interna
L'Arte era retta da sei consoli, un camerlingo, un notaio, dodici consiglieri, diciotto buonomini, sei statutari e tre ufficiali. I consoli venivano eletti 2 volte all'anno e si riunivano ogni settimana; anche il camerlingo, cioè il tesoriere, restava in carica per 6 mesi e vista l'importanza delle sue funzioni, doveva versare una cauzione di 300 fiorini d'oro a garanzia del suo operato.
La tassa d'iscrizione per ogni nuova matricola era fissata in 6 fiorini d'oro, che raddoppiava se il candidato non era nato a Firenze, mentre i figli dei maestri già associati non dovevano versare nessuna quota, ma prestare soltanto giuramento.

### I medici
La medicina medievale si basava molto sulla conoscenza della teoria degli umori e dell'astrologia, e benché avesse la pretesa di essere una disciplina empirica, i dottori dell'epoca si affidavano essenzialmente alle virtù curative di certe erbe, acque minerali e di tutti gli elementi naturali, comprese le fasi lunari. La pratica medica sicuramente più diffusa era il salasso, eseguito mediante incisioni o sanguisughe, nella convinzione che togliere il sangue "cattivo" avrebbe favorito la rigenerazione di quello "buono" riequilibrando gli umori e portando il paziente a una progressiva guarigione.
Un altro metodo comune di diagnosi era l'osservazione delle urine, di cui il medico studiava il colore e l'odore prima di pronunciarsi sull'eventuale cura. In realtà, nei casi più semplici, la miglior cura che poteva essere prescritta ad un paziente era del vino rosso e del buon brodo di carne, mentre per riparare ai danni del salasso si ricorreva abitualmente alla bruciatura delle ferite con lame arroventate.
Per gli stati più seri o cronici si faceva invece affidamento alle proprietà curative di certe acque termali o di fonti ritenute benefiche, che effettivamente potevano risultare efficaci nella cura dei calcoli renali o disfunzioni epatiche.
Una malattia molto diffusa tra i membri delle famiglie più facoltose era la gotta; fu questo il male di casa Medici nel Quattrocento, che provocò anche la morte di Lorenzo il Magnifico; i luminari chiamati a consulto provarono di tutto, arrivando a prescrivere un infuso a base di perle e pietre preziose polverizzate.
Le conoscenze più avanzate parevano essere quelle nel campo dell'ortopedia; i medici erano infatti in grado di curare slogature e fratture con steccature o bendaggi molto stretti o mettendo gli arti in trazione. Per i casi più disperati, comunque, non restava che affidarsi alla preghiera, invocando l'intercessione di qualche santo guaritore.

### Gli speziali

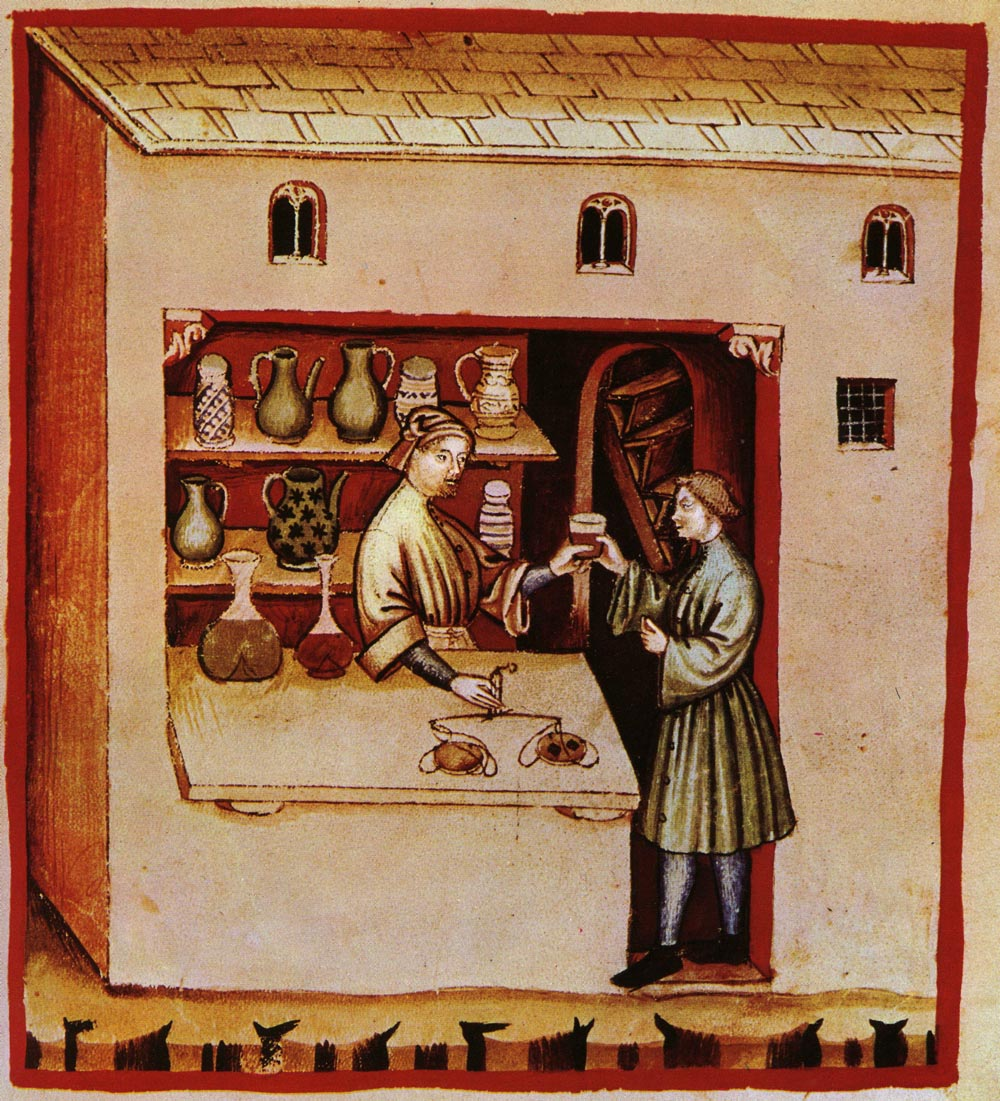
La bottega dello speziale

Un'altra terapia tenuta in grande considerazione dai medici dell'epoca era quella a base di erbe officinali, vendute insieme ad altre essenze vegetali, polveri minerali e droghe di vario tipo nelle botteghe degli speziali. I prodotti ed i preparati vi erano riposti e conservati con cura in vasetti e flaconi di vetro o di coccio, che contenevano erbe essiccate, pepe, senape, zafferano, zenzero, cera, pece, allume, piombo e tanto altro ancora, rendendo la bottega dello speziale qualcosa di simile alle odierne erboristerie e farmacie. Il "farmacista medievale" quindi preparava pozioni, impiastri, unguenti, pillole, galle, cosmetici e profumi.
Era abbastanza frequente comunque che i medici stessi avessero una loro bottega in cui preparavano personalmente le medicine da somministrare ai pazienti e che gli speziali fossero "convenzionati" con alcuni dottori ed usassero la bottega come ambulatorio per le visite.
Le spezierie più famose erano quelle della famiglia Toscanelli dal Pozzo, vicino alla Badia fiorentina, quella della famiglia Grazzini all'angolo tra piazza San Giovanni e borgo San Lorenzo (dove ancora oggi si trova una farmacia ed in cui nel 1582 venne fondata l'Accademia della Crusca) e quella dell'illustre Matteo Palmieri, che ricoprì la carica di Gonfaloniere di Giustizia nel 1453 ed aveva la sua bottega al Canto alle Rondini nel quartiere di Santa Croce.
Alla fine del Quattrocento l'Arte pubblicò un testo chiamato Il ricettario fiorentino, un compendio sulle conoscenze farmacologiche dell'epoca, in cui erano fissate con la massima precisione le dosi di preparati medicinali che tutti i soci dovevano rispettare per legge. La pubblicazione  dal 1499 al 1789  ebbe numerose edizioni e ristampe. La redazione venne affidata al Collegio medico di Firenze dai Consoli dell’Arte dei medici e degli speziali la cui autorità era tale che poteva sottomettere all’osservanza del codice farmaceutico i medici e gli speziali della città e del contado anche senza l’intervento del magistrato, affinché tutti gli speziali potessero fare le medesime preparazioni e composizioni secondo le regole stabilite. Il ricettario fiorentino può essere considerato la prima Farmacopea pubblica come oggi l’intendiamo. Al concetto di ufficialità introdotto dal Ricettario si ispirarono tutte le successive Farmacopee pubblicate sia su territorio italiano sia all'estero.
Oltre ai farmaci e alle spezie, un altro articolo molto venduto nelle spezierie erano i colori e i coloranti impiegati sia nella tintura dei manufatti tessili che dai pittori nelle loro opere, ragione per cui i dipintori furono una delle categorie associate a questa corporazione, insieme a merciai, ceraioli e cartolai.

### I pittori
I pittori si associarono all'Arte dei Medici e Speziali agli inizi del Trecento, mantenendo sempre un ruolo subalterno nei confronti di quelli che erano i loro fornitori di materie prime; gli speziali vendevano in pratica all'ingrosso le terre ed i pigmenti con i quali i pittori preparavano i composti coloranti da stendere sulle tavole.
Il mestiere di pittore nel Medioevo richiedeva un lungo periodo di apprendistato; si iniziava come garzoni di bottega fin da ragazzini e prima di toccare un pennello potevano passare anni, in cui si imparava appunto a preparare i colori pestando le terre ed i pigmenti nei mortai e ad ingessare con la calce le grandi tavole di legno su cui il maestro avrebbe disteso i colori, supporto indispensabile per la creazione di polittici e pale d'altare.
Prima di compiere i primi tentativi di composizione gli allievi dovevano essere in grado di padroneggiare tutti gli aspetti tecnici della pittura, di cui i maestri custodivano gelosamente i segreti e i trucchi del mestiere; lo stesso Taddeo Gaddi, ad esempio, era stato per ventiquattro anni allievo e collaboratore di Giotto, prima di diventare, a sua volta, uno dei maggiori artisti fiorentini del XIV secolo.
Oltre alla pittura su tavola nel Trecento i pittori tornarono nuovamente a dipingere grandi cicli di affreschi nelle cappelle e nei cenacoli delle chiese; l'affresco era sicuramente una tecnica più impegnativa, anche dal punto di vista fisico perché si procedeva lentamente, giorno per giorno, arrampicati come dei muratori su delle impalcature di legno.
Tra i generi minori vale la pena di ricordare la gualdrappa, ossia quella specie di coperta decorata usata per vestire i cavalli durante le parate o in combattimento; costituita da un'intelaiatura in ferro su cui si distendevano delle pelli, era suddivisa in 4 parti distinte: la testiera, il petto e 2 falde laterali decorate con i simboli araldici della famiglia del committente. Di origine orientale, le gualdrappe si diffusero in Occidente a seguito delle Crociate e nel Quattrocento questo apparato guerresco raggiunse livelli di manifattura veramente eccellenti.
Altro compito curioso affidato ai pittori direttamente dalle autorità comunali era la cosiddetta pittura infamante, in cui venivano ritratti i condannati a morte o i congiurati; se ne occuparono tra gli altri artisti celebri come Andrea del Castagno, che per questo venne soprannominato Andrea degli Impiccati e Sandro Botticelli, che ritrasse i responsabili della Congiura dei Pazzi nel 1478.
Il 1327 fu l'anno in cui  per la prima volta tra i membri dell'Arte dei Medici e Speziali venivano compresi anche i pittori. Fu questo anche l'anno dell'immatricolazione di Ambrogio Lorenzetti.

### I merciai
Un'altra categoria che effettivamente aveva poco a che fare con le spezie o la medicina era quella dei merciai, più legata al settore dell'abbigliamento e quindi a quegli articoli che uscivano dalle botteghe degli appartenenti all'Arte della Seta.
I merciai vendevano un po' di tutto: cappelli, borse, guanti, spade, coltelli, campanelli, scarpe, specchi, pettini, dadi, funi, chiodi, frecce, bicchieri, bottoni, oro e argento battuto.
Le loro botteghe possono essere considerate come le antenate degli odierni grandi magazzini. Agli inizi del Trecento accolsero tra le loro file i membri della categoria dei cuffiai provenienti dall'Arte di Por Santa Maria, ma il sodalizio ebbe breve durata e già nel 1316 i cuffiai si distaccarono per unirsi ai fibbiai.

### Ceraioli e cartolai

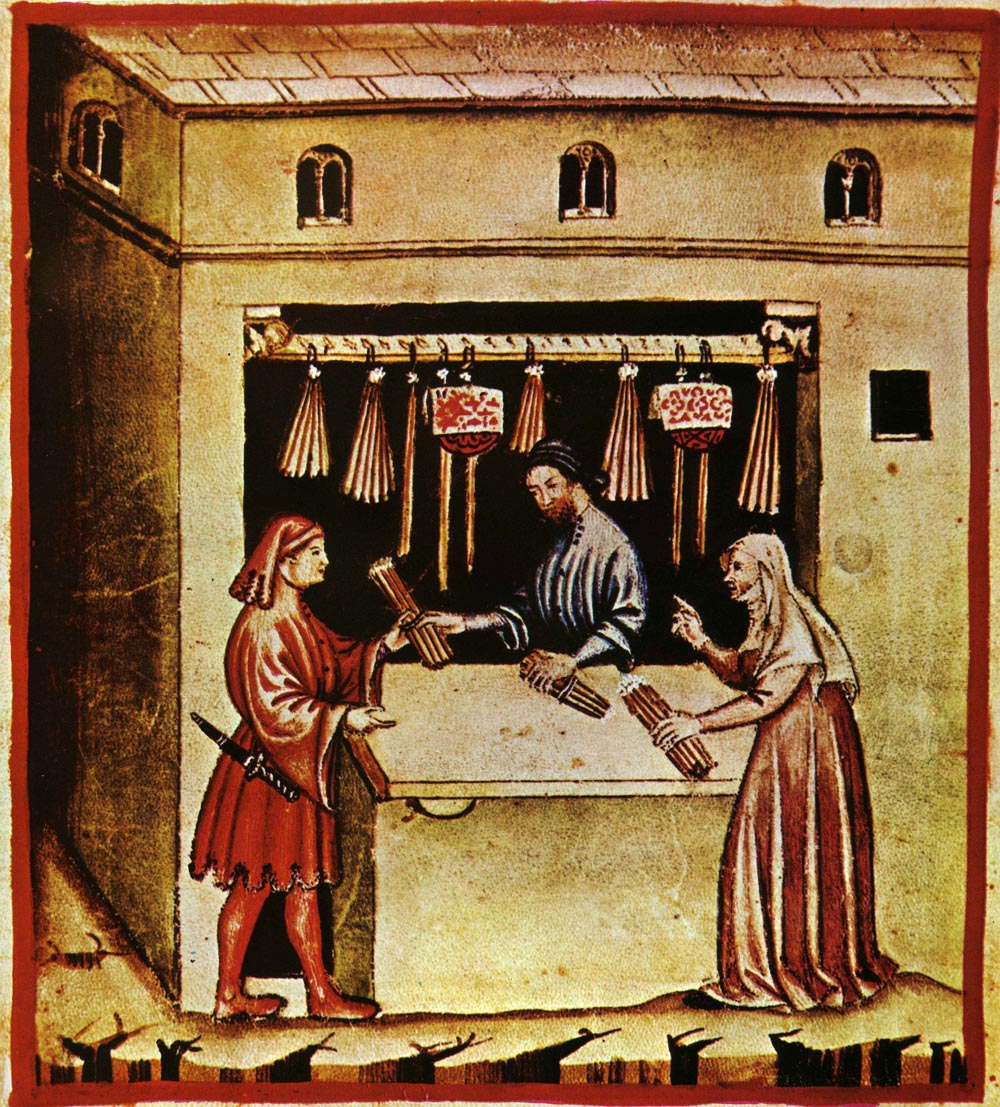
La bottega del candelaio

Le botteghe dei cartolai e ceraioli erano concentrate nell'odierna piazza San Firenze, all'angolo con la Badia Fiorentina e davanti al Bargello, dove si vendevano libri, quaderni, registri in carta pecora e bambagina.
Fino all'invenzione della stampa alla fine del Quattrocento, i cartolai svolsero anche il lavoro di copisti, ricopiando a mano i libri poi messi in commercio.

### Barbieri e vetrai
Successivamente vennero accolti nell'Arte anche i barbieri e gli artigiani del vetro; i primi perché non di rado usavano estrarre i denti o praticare piccole incisioni per curare gli ascessi ed i secondi perché, lavorando come soffiatori ed avendo un minimo di cognizioni scientifiche erano in genere addetti alla fabbricazione dei termometri.

## Membri celebri
Tra gli appartenenti a questa corporazione si ricordano Dante Alighieri, Paolo Uccello, Giotto e Masaccio. È naturale che accanto ai nomi di illustri maestri pittori, come Cimabue, Taddeo Gaddi, l'Orcagna o Maso di Banco, per citarne solo alcuni, ci fossero anche molti artigiani iscritti, che erano estremamente abili nella produzione di tutti quelli oggetti d'arte minore come altaroli, scudi, cassoni, deschi, testate ecc.
Inoltre risultano iscritti anche artisti forestieri che esercitarono per un certo periodo in città, come per esempio Ambrogio Lorenzetti (immatricolato tra il 1328 e il 1330).

## Patronati
L'arte scelse la Madonna come protettrice della corporazione, la cui statua in Orsanmichele è stata attribuita a Pietro di Giovanni Tedesco, eseguita presumibilmente nel 1400.